# Tripterocladium leucocladulum
Tripterocladium leucocladulum là một loài Rêu trong họ Lembophyllaceae. Loài này được (Müll. Hal.) A. Jaeger miêu tả khoa học đầu tiên năm 1880.